# Vår Fru av Loreto-statyn
Vår Fru av Loreto-statyn (kroatiska: Kip Gospe od Loreta) är en madonnastaty i Primošten i Kroatien. Den invigdes den 6 maj 2017 och är tillägnad Vår Fru av Loreto som vördas som Primoštens skyddshelgon. Monumentet är 17 meter högt vilket gör den till den högsta madonnastatyn i Kroatien och en av de högsta i världen (2017).
Statyn är belägen på Gaj-höjden (170 m ö.h) cirka två kilometer söder om Primoštens historiska stadskärna. Den är sedan tillkomsten en pilgrimsplats och turistattraktion. Vid monumentet finns en souveniraffär och bar (Madonna Bar & Shop), parkeringsplats och toaletter.

## Byggnadsfakta, historik och symbolik

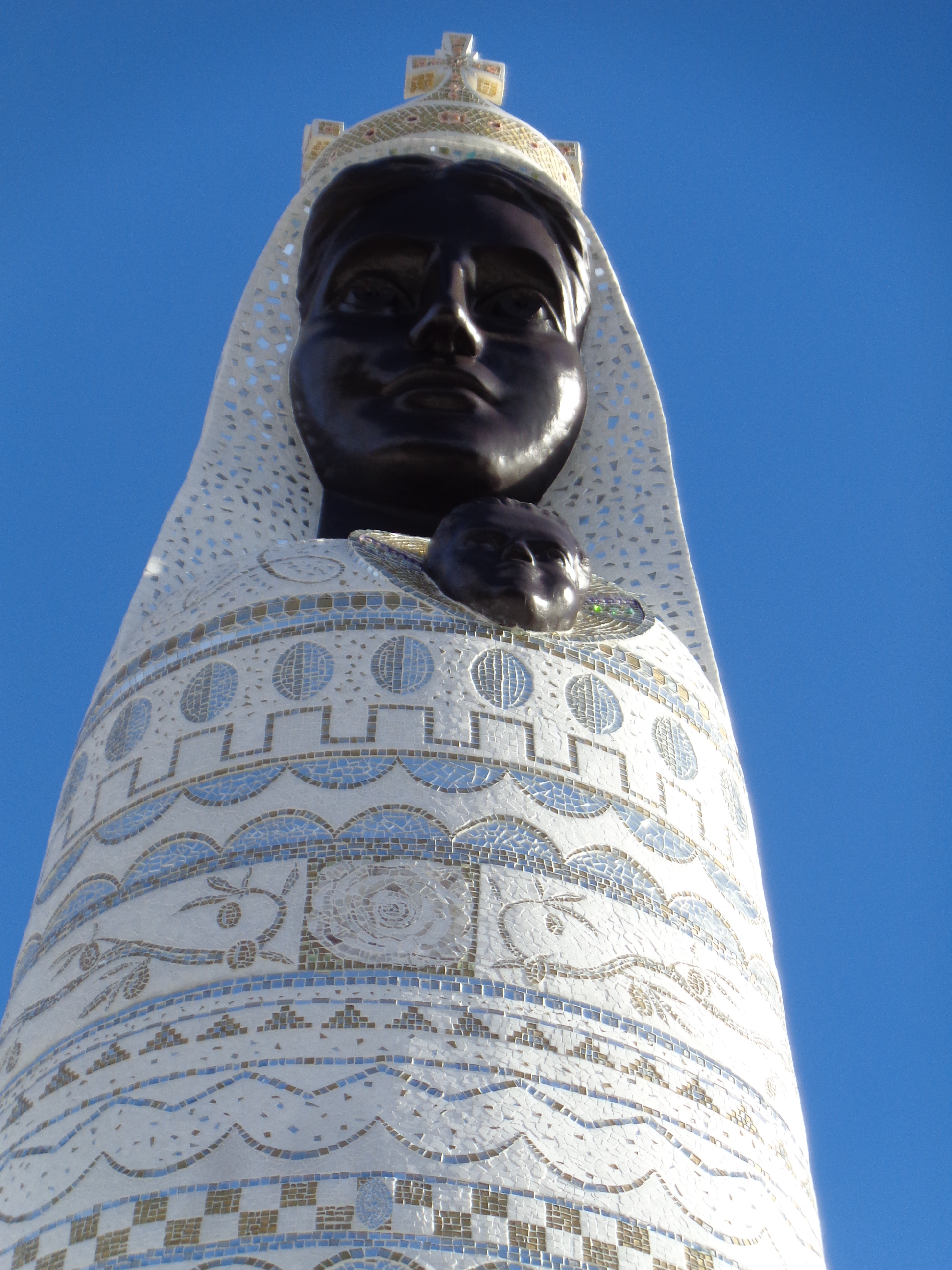
Monumentets övre del år 2017.

Monumentet är ihåligt, tillverkat i betong och har en yta av mosaik i guld, silver och färgat glas. Den ansvarige formgivaren är den Zagreb-baserade arkitekten Aron Varga medan ett team lett av mosaikkonstnären Milun Garčević har utformat mosaiken. 
I statyns nedre del finns ett kapell. Statyn är belagd med ett mosaikmönster som består av sju representativa delar varav sex framträder som ringar på det konformade monumentet. Den första ringen representerar religiös abstraktion, den andra en symbolisk skildring av livets träd och monogrammet AM (Ave Maria). Den tredje ringen har två hjärtan, den fjärde representerar Jesu födelse och den femte har oregelbundna geometriska mönster. Den sjätte ringen representerar olivträd och "den mystiska rosen" (även kallad "Himmelens mystiska ros") som är en benämning för Jungfru Maria. Den sjunde delen av statyn, Madonnan med barnet, avbildad som Svarta madonnan. Endast ansiktet är synligt på Jesusbarnet. Jungfrun är krönt med Zvonimirs krona som är täckt med ädelstenar som kommer från mosaikkonstnären Garčevićs privata familjeegendom. Vid statyns bas "flyter" fyra bibliska floder.
Monumentet tillverkades i Zagreb och fördes sedan till Primošten. Arbetet med att placera statyn inleddes den 3 april och avslutades den 1 maj 2017. Den invigdes klockan 11 den 6 maj 2017, fyra dagar innan den 10 maj som är den lokala festdagen för Primoštens skyddshelgon. Vid invigningen deltog bland annat Primoštens borgmästare och en delegation från Loreto. Enligt representanter från Primoštens kommun gav Heliga stolen och påven Franciskus sin välsignelse inför projektet med att uppföra madonnastatyn som påstås vara synlig från Italien vid klart väder.

## Pilgrimsplats
Vår Fru av Loreto-statyn är en av "stationerna" vid den internationella pilgrimsleden "I Cammini Lauretani" som bland annat förbinder Rom, Wien, Paris och många andra europeiska orter med italienska Loreto och helgedomen Basilica della Santa Casa (Heliga husets basilika). Enligt den romersk-katolska kyrkan förvaras Heliga familjens hus i Nasaret (det hus i vilket jungfru Maria föddes och Jesus växte upp i) i basilikan.